# Piłka siatkowa na Letnich Igrzyskach Olimpijskich 2024 – turniej plażowy mężczyzn
Turniej olimpijski w piłce siatkowej plażowej mężczyzn podczas XXXIII Letnich Igrzysk Olimpijskich w Paryżu odbył się w dniach od 27 lipca 2024 do 10 sierpnia 2024. Do rywalizacji przystąpiły 24 drużyny. Zawody odbyły sie na Polach Marsowych.

## Uczestnicy
| Sposób kwalifikacji                         | Miejsca | Zakwalifikowani |
| ------------------------------------------- | ------- | --- |
| Gospodarz                                   | 1       | Francja |
| Mistrzostwa świata                          | 1       | Czechy |
| Ranking olimpijski (stan na 9 czerwca 2024) | 17      | Szwecja · Norwegia · Niemcy · Brazylia · Stany Zjednoczone · Holandia · Brazylia · Włochy · Polska · Holandia · Katar · Stany Zjednoczone · Hiszpania · Włochy · Australia · Kuba · Austria |
| Kwalifikacje europejskie                    | 1       | Francja |
| Kwalifikacje afrykańskie                    | 1       | Maroko |
| Kwalifikacje azjatyckie                     | 1       | Australia |
| Kwalifikacje północnoamerykańskie           | 1       | Kanada |
| Kwalifikacje południowoamerykańskie         | 1       | Chile |
| Razem                                       | 24      | |

## Format
24 drużyny zostaną podzielone na sześć grup po cztery drużyny. Po rozegraniu systemem „każdy z każdym” do fazy pucharowej awansują dwie najlepsze drużyny oraz dwie najlepsze drużyny z trzecich miejsc. Pozostałe cztery drużyny, które zajmą trzecie miejsce, zagrają w rundzie „szczęśliwy przegrany”, aby wyłonić dwie ostatnie drużyny kwalifikujące się. Od tego momentu będzie stosowana faza pucharowa.

## Drużyny
| Drużyna                              | Reprezentacja     |
| ------------------------------------ | ----------------- |
| Thomas Hodges – Zachery Schubert     | Australia         |
| Mark Nicolaidis – Izac Carracher     | Australia         |
| Julian Hörl – Alexander Horst        | Austria           |
| Evandro Oliveira – Arthur Lanci      | Brazylia          |
| George Wanderley – André Stein       | Brazylia          |
| Sam Schachter – Daniel Dearing       | Kanada            |
| Marco Grimalt – Esteban Grimalt      | Chile             |
| Jorge Alayo – Noslen Díaz            | Kuba              |
| Ondřej Perušič – David Schweiner     | Czechy            |
| Youssef Krou – Arnaud Gauthier-Rat   | Francja           |
| Rémi Bassereau – Julien Lyneel       | Francja           |
| Nils Ehlers – Clemens Wickler        | Niemcy            |
| Samuele Cottafava – Paolo Nicolai    | Włochy            |
| Alex Ranghieri – Adrian Carambula    | Włochy            |
| Mohamed Abicha – Zouheir El Graoui   | Maroko            |
| Stefan Boermans – Yorick de Groot    | Holandia          |
| Matthew Immers – Steven van de Velde | Holandia          |
| Anders Mol – Christian Sørum         | Norwegia          |
| Cherif Younousse – Ahmed Tijan       | Katar             |
| Michał Bryl – Bartosz Łosiak         | Polska            |
| Pablo Herrera – Adrián Gavira        | Hiszpania         |
| David Åhman – Jonatan Hellvig        | Szwecja           |
| Miles Evans – Chase Budinger         | Stany Zjednoczone |
| Miles Partain – Andrew Benesh        | Stany Zjednoczone |

## Faza grupowa
Uwaga: W poniższym terminarzu turnieju podano CEST.

### Grupa A
| Lp. | Drużyna                | M | Z | P | Pkt | wyg. | prz. | stos. | zdob. | str. | stos. | Kwalifikacja         |
| --- | ---------------------- | - | - | - | --- | ---- | ---- | ----- | ----- | ---- | ----- | -------------------- |
| 1   | Cherif – Ahmed         | 3 | 3 | 0 | 6   | 6    | 1    | 6,000 | 140   | 127  | 1,102 | 1/8 finału           |
| 2   | Cottafava – Nicolai    | 3 | 2 | 1 | 5   | 4    | 2    | 2,000 | 124   | 118  | 1,051 | 1/8 finału           |
| 3   | Åhman – Hellvig        | 3 | 1 | 2 | 4   | 3    | 4    | 0,750 | 139   | 134  | 1,037 | Szczęśliwi przegrani |
| 4   | Nicolaidis – Carracher | 3 | 0 | 3 | 3   | 0    | 6    | 0,000 | 102   | 126  | 0,810 |                      |

### Grupa B
| Lp. | Drużyna                 | M | Z | P | Pkt | wyg. | prz. | stos. | zdob. | str. | stos. | Kwalifikacja         |
| --- | ----------------------- | - | - | - | --- | ---- | ---- | ----- | ----- | ---- | ----- | -------------------- |
| 1   | Mol – Sørum             | 3 | 3 | 0 | 6   | 6    | 0    | MAX   | 126   | 92   | 1,370 | 1/8 finału           |
| 2   | Van de Velde – Immers   | 3 | 1 | 2 | 4   | 3    | 4    | 0,750 | 131   | 133  | 0,985 | 1/8 finału           |
| 3   | M. Grimalt – E. Grimalt | 3 | 1 | 2 | 4   | 2    | 4    | 0,500 | 109   | 120  | 0,908 | Szczęśliwi przegrani |
| 4   | Ranghieri – Carambula   | 3 | 1 | 2 | 4   | 2    | 5    | 0,400 | 119   | 140  | 0,850 |                      |

### Grupa C
| Lp. | Drużyna            | M | Z | P | Pkt | wyg. | prz. | stos. | zdob. | str. | stos. | Kwalifikacja         |
| --- | ------------------ | - | - | - | --- | ---- | ---- | ----- | ----- | ---- | ----- | -------------------- |
| 1   | Ehlers – Wickler   | 3 | 3 | 0 | 6   | 6    | 1    | 6,000 | 140   | 122  | 1,148 | 1/8 finału           |
| 2   | Bryl – Łosiak      | 3 | 2 | 1 | 5   | 4    | 2    | 2,000 | 118   | 107  | 1,103 | 1/8 finału           |
| 3   | Hodges – Schubert  | 3 | 1 | 2 | 4   | 3    | 4    | 0,750 | 131   | 134  | 0,978 | Szczęśliwi przegrani |
| 4   | Bassereau – Lyneel | 3 | 0 | 3 | 3   | 0    | 6    | 0,000 | 101   | 127  | 0,795 |                      |

### Grupa D
| Lp. | Drużyna            | M | Z | P | Pkt | wyg. | prz. | stos. | zdob. | str. | stos. | Kwalifikacja         |
| --- | ------------------ | - | - | - | --- | ---- | ---- | ----- | ----- | ---- | ----- | -------------------- |
| 1   | Díaz – Alayo       | 3 | 3 | 0 | 6   | 6    | 0    | MAX   | 126   | 92   | 1,370 | 1/8 finału           |
| 2   | Partain – Benesh   | 3 | 2 | 1 | 5   | 4    | 3    | 1,333 | 135   | 126  | 1,071 | 1/8 finału           |
| 3   | George – André     | 3 | 1 | 2 | 4   | 3    | 4    | 0,750 | 119   | 120  | 0,992 | Szczęśliwi przegrani |
| 4   | Abicha – El Graoui | 3 | 0 | 3 | 3   | 0    | 6    | 0,000 | 91    | 133  | 0,684 |                      |

### Grupa E
| Lp. | Drużyna             | M | Z | P | Pkt | wyg. | prz. | stos. | zdob. | str. | stos. | Kwalifikacja         |
| --- | ------------------- | - | - | - | --- | ---- | ---- | ----- | ----- | ---- | ----- | -------------------- |
| 1   | Evandro – Arthur    | 3 | 3 | 0 | 6   | 6    | 0    | MAX   | 126   | 100  | 1,260 | 1/8 finału           |
| 2   | Perušič – Schweiner | 3 | 2 | 1 | 5   | 4    | 2    | 2,000 | 118   | 109  | 1,083 | 1/8 finału           |
| 3   | Schachter – Dearing | 3 | 1 | 2 | 4   | 2    | 4    | 0,500 | 107   | 115  | 0,930 | Szczęśliwi przegrani |
| 4   | Hörl – Horst        | 3 | 0 | 3 | 3   | 0    | 6    | 0,000 | 99    | 126  | 0,786 |                      |

### Grupa F
| Lp. | Drużyna             | M | Z | P | Pkt | wyg. | prz. | stos. | zdob. | str. | stos. | Kwalifikacja         |
| --- | ------------------- | - | - | - | --- | ---- | ---- | ----- | ----- | ---- | ----- | -------------------- |
| 1   | Boermans – De Groot | 3 | 3 | 0 | 6   | 6    | 0    | MAX   | 126   | 89   | 1,416 | 1/8 finału           |
| 2   | Herrera – Gavira    | 3 | 2 | 1 | 5   | 4    | 3    | 1,333 | 131   | 123  | 1,065 | 1/8 finału           |
| 3   | Evans – Budinger    | 3 | 1 | 2 | 4   | 2    | 4    | 0,500 | 99    | 109  | 0,908 | Szczęśliwi przegrani |
| 4   | Krou – Gauthier-Rat | 3 | 0 | 3 | 3   | 1    | 6    | 0,167 | 108   | 143  | 0,755 |                      |

### Szczęśliwi przegrani
| Lp. | Drużyna                 | M | Z | P | Pkt | wyg. | prz. | stos. | zdob. | str. | stos. | Kwalifikacja |
| --- | ----------------------- | - | - | - | --- | ---- | ---- | ----- | ----- | ---- | ----- | ------------ |
| 1   | Åhman – Hellvig         | 3 | 1 | 2 | 4   | 3    | 4    | 0,750 | 139   | 134  | 1,037 | 1/8 finału   |
| 2   | George – André          | 3 | 1 | 2 | 4   | 3    | 4    | 0,750 | 119   | 120  | 0,992 | 1/8 finału   |
| 3   | Hodges – Schubert       | 3 | 1 | 2 | 4   | 3    | 4    | 0,750 | 131   | 134  | 0,978 | Play-offy    |
| 4   | Schachter – Dearing     | 3 | 1 | 2 | 4   | 2    | 4    | 0,500 | 107   | 115  | 0,930 | Play-offy    |
| 5   | M. Grimalt – E. Grimalt | 3 | 1 | 2 | 4   | 2    | 4    | 0,500 | 109   | 120  | 0,908 | Play-offy    |
| 6   | Evans – Budinger        | 3 | 1 | 2 | 4   | 2    | 4    | 0,500 | 99    | 109  | 0,908 | Play-offy    |

### Play-offy
| Data  | Godzina | Drużyna 1           | Wynik | Drużyna 2               | Set 1    | Set 2 | Set 3 | Raport |
| ----- | ------- | ------------------- | ----- | ----------------------- | -------- | ----- | ----- | ------ |
| 03.08 | 18:00   | Schachter – Dearing | 0:2   | M. Grimalt – E. Grimalt | walkower |       |       | Raport |
| 03.08 | 23:00   | Hodges – Schubert   | 0:2   | Evans – Budinger        | 19:21    | 17:21 |       | Raport |

## Faza pucharowa
|  |                         |                         |                     |                     |   |                  |                  |                   |                   |                   |             |             |             |  |  |       |       |       |
|  | 1/8 finału              | 1/8 finału              | 1/8 finału          |                     |   | Ćwierćfinał      | Ćwierćfinał      | Ćwierćfinał       |                   |                   | Półfinał    | Półfinał    | Półfinał    |  |  | Finał | Finał | Finał |
|  | 1/8 finału              | 1/8 finału              | 1/8 finału          |                     |   | Ćwierćfinał      | Ćwierćfinał      | Ćwierćfinał       |                   |                   | Półfinał    | Półfinał    | Półfinał    |  |  | Finał | Finał | Finał |
|  | 4–5 sierpnia            |                         |                     |                     |   |                  |                  |                   |                   |                   |             |             |             |  |  |       |       |       |
|  |                         |                         |                     |                     |   |                  |                  |                   |                   |                   |             |             |             |  |  |       |       |       |
|  | Cherif – Ahmed          | Cherif – Ahmed          | 2                   |                     |   |                  |                  |                   |                   |                   |             |             |             |  |  |       |       |       |
|  | Cherif – Ahmed          | Cherif – Ahmed          | 2                   | 6–7 sierpnia        |   |                  |                  |                   |                   |                   |             |             |             |  |  |       |       |       |
|  | M. Grimalt – E. Grimalt | M. Grimalt – E. Grimalt | 0                   |                     |   |                  |                  |                   |                   |                   |             |             |             |  |  |       |       |       |
|  | M. Grimalt – E. Grimalt | M. Grimalt – E. Grimalt | 0                   |                     |   | Cherif – Ahmed   | Cherif – Ahmed   | 2                 |                   |                   |             |             |             |  |  |       |       |       |
|  | 4–5 sierpnia            |                         |                     |                     |   | Cherif – Ahmed   | Cherif – Ahmed   | 2                 |                   |                   |             |             |             |  |  |       |       |       |
|  |                         |                         | Partain – Benesh    | Partain – Benesh    | 0 |                  |                  |                   |                   |                   |             |             |             |  |  |       |       |       |
|  | Partain – Benesh        | Partain – Benesh        | Partain – Benesh    | Partain – Benesh    | 0 | 2                |                  |                   |                   |                   |             |             |             |  |  |       |       |       |
|  | Partain – Benesh        | Partain – Benesh        |                     |                     |   | 2                | 8 sierpnia       |                   |                   |                   |             |             |             |  |  |       |       |       |
|  | Cottafava – Nicolai     | Cottafava – Nicolai     | 0                   |                     |   |                  |                  |                   |                   |                   |             |             |             |  |  |       |       |       |
|  | Cottafava – Nicolai     | Cottafava – Nicolai     | 0                   |                     |   | Cherif – Ahmed   | Cherif – Ahmed   | 0                 |                   |                   |             |             |             |  |  |       |       |       |
|  | 4–5 sierpnia            |                         |                     |                     |   | Cherif – Ahmed   | Cherif – Ahmed   | 0                 |                   |                   |             |             |             |  |  |       |       |       |
|  |                         |                         | Åhman – Hellvig     | Åhman – Hellvig     | 2 |                  |                  |                   |                   |                   |             |             |             |  |  |       |       |       |
|  | Evandro – Arthur        | Evandro – Arthur        | Åhman – Hellvig     | Åhman – Hellvig     | 2 | 2                |                  |                   |                   |                   |             |             |             |  |  |       |       |       |
|  | Evandro – Arthur        | Evandro – Arthur        | 6–7 sierpnia        |                     |   | 2                |                  |                   |                   |                   |             |             |             |  |  |       |       |       |
|  | Van de Velde – Immers   | Van de Velde – Immers   | 0                   |                     |   |                  |                  |                   |                   |                   |             |             |             |  |  |       |       |       |
|  | Van de Velde – Immers   | Van de Velde – Immers   | 0                   |                     |   | Evandro – Arthur | Evandro – Arthur | 0                 |                   |                   |             |             |             |  |  |       |       |       |
|  | 4–5 sierpnia            |                         |                     |                     |   | Evandro – Arthur | Evandro – Arthur | 0                 |                   |                   |             |             |             |  |  |       |       |       |
|  |                         |                         | Åhman – Hellvig     | Åhman – Hellvig     | 2 |                  |                  |                   |                   |                   |             |             |             |  |  |       |       |       |
|  | Åhman – Hellvig         | Åhman – Hellvig         | Åhman – Hellvig     | Åhman – Hellvig     | 2 | 2                |                  |                   |                   |                   |             |             |             |  |  |       |       |       |
|  | Åhman – Hellvig         | Åhman – Hellvig         |                     |                     |   | 2                | 10 sierpnia      |                   |                   |                   |             |             |             |  |  |       |       |       |
|  | Díaz – Alayo            | Díaz – Alayo            | 1                   |                     |   |                  |                  |                   |                   |                   |             |             |             |  |  |       |       |       |
|  | Díaz – Alayo            | Díaz – Alayo            | 1                   |                     |   | Åhman – Hellvig  | Åhman – Hellvig  | 2                 |                   |                   |             |             |             |  |  |       |       |       |
|  | 4–5 sierpnia            |                         |                     |                     |   | Åhman – Hellvig  | Åhman – Hellvig  | 2                 |                   |                   |             |             |             |  |  |       |       |       |
|  |                         |                         | Ehlers – Wickler    | Ehlers – Wickler    | 0 |                  |                  |                   |                   |                   |             |             |             |  |  |       |       |       |
|  | Ehlers – Wickler        | Ehlers – Wickler        | Ehlers – Wickler    | Ehlers – Wickler    | 0 | 2                |                  |                   |                   |                   |             |             |             |  |  |       |       |       |
|  | Ehlers – Wickler        | Ehlers – Wickler        | 6–7 sierpnia        |                     |   | 2                |                  |                   |                   |                   |             |             |             |  |  |       |       |       |
|  | George – André          | George – André          | 0                   |                     |   |                  |                  |                   |                   |                   |             |             |             |  |  |       |       |       |
|  | George – André          | George – André          | 0                   |                     |   | Ehlers – Wickler | Ehlers – Wickler | 2                 |                   |                   |             |             |             |  |  |       |       |       |
|  | 4–5 sierpnia            |                         |                     |                     |   | Ehlers – Wickler | Ehlers – Wickler | 2                 |                   |                   |             |             |             |  |  |       |       |       |
|  |                         |                         | Boermans – De Groot | Boermans – De Groot | 0 |                  |                  | Mecz o 3. miejsce | Mecz o 3. miejsce | Mecz o 3. miejsce |             |             |             |  |  |       |       |       |
|  | Perušič – Schweiner     | Perušič – Schweiner     | Boermans – De Groot | Boermans – De Groot | 0 | 0                |                  | Mecz o 3. miejsce | Mecz o 3. miejsce | Mecz o 3. miejsce |             |             |             |  |  |       |       |       |
|  | Perušič – Schweiner     | Perušič – Schweiner     |                     |                     |   |                  |                  | 8 sierpnia        | 8 sierpnia        | 8 sierpnia        | 10 sierpnia | 10 sierpnia | 10 sierpnia |  |  |       |       |       |
|  | Boermans – De Groot     | Boermans – De Groot     | 2                   |                     |   |                  |                  | 8 sierpnia        | 8 sierpnia        | 8 sierpnia        | 10 sierpnia | 10 sierpnia | 10 sierpnia |  |  |       |       |       |
|  | Boermans – De Groot     | Boermans – De Groot     | 2                   |                     |   | Ehlers – Wickler | Ehlers – Wickler | 2                 | Cherif – Ahmed    | Cherif – Ahmed    | 0           |             |             |  |  |       |       |       |
|  | 4–5 sierpnia            |                         |                     |                     |   | Ehlers – Wickler | Ehlers – Wickler | 2                 | Cherif – Ahmed    | Cherif – Ahmed    | 0           |             |             |  |  |       |       |       |
|  |                         |                         | Mol – Sørum         | Mol – Sørum         | 1 |                  |                  | Mol – Sørum       | Mol – Sørum       | 2                 |             |             |             |  |  |       |       |       |
|  | Bryl – Łosiak           | Bryl – Łosiak           | Mol – Sørum         | Mol – Sørum         | 1 | 0                |                  |                   |                   | 2                 |             |             |             |  |  |       |       |       |
|  | Bryl – Łosiak           | Bryl – Łosiak           | 6–7 sierpnia        |                     |   | 0                |                  |                   |                   |                   |             |             |             |  |  |       |       |       |
|  | Herrera – Gavira        | Herrera – Gavira        | 2                   |                     |   |                  |                  |                   |                   |                   |             |             |             |  |  |       |       |       |
|  | Herrera – Gavira        | Herrera – Gavira        | 2                   |                     |   | Herrera – Gavira | Herrera – Gavira | 0                 |                   |                   |             |             |             |  |  |       |       |       |
|  | 4–5 sierpnia            |                         |                     |                     |   | Herrera – Gavira | Herrera – Gavira | 0                 |                   |                   |             |             |             |  |  |       |       |       |
|  |                         |                         | Mol – Sørum         | Mol – Sørum         | 2 |                  |                  |                   |                   |                   |             |             |             |  |  |       |       |       |
|  | Evans – Budinger        | Evans – Budinger        | Mol – Sørum         | Mol – Sørum         | 2 | 0                |                  |                   |                   |                   |             |             |             |  |  |       |       |       |
|  | Evans – Budinger        | Evans – Budinger        |                     |                     |   |                  |                  |                   |                   |                   |             |             |             |  |  |       |       |       |
|  | Mol – Sørum             | Mol – Sørum             | 2                   |                     |   |                  |                  |                   |                   |                   |             |             |             |  |  |       |       |       |
|  | Mol – Sørum             | Mol – Sørum             | 2                   |                     |   |                  |                  |                   |                   |                   |             |             |             |  |  |       |       |       |

## Klasyfikacja końcowa
| Miejsce | Reprezentacja           |
| ------- | ----------------------- |
| złoto   | Åhman – Hellvig         |
| srebro  | Ehlers – Wickler        |
| brąz    | Mol – Sørum             |
| 4.      | Cherif – Ahmed          |
| 5.      | Evandro – Arthur        |
| 5.      | Boermans – De Groot     |
| 5.      | Herrera – Gavira        |
| 5.      | Partain – Benesh        |
| 9.      | Díaz – Alayo            |
| 9.      | George – André          |
| 9.      | M. Grimalt – E. Grimalt |
| 9.      | Perušič – Schweiner     |
| 9.      | Cottafava – Nicolai     |
| 9.      | Van de Velde – Immers   |
| 9.      | Bryl – Łosiak           |
| 9.      | Evans – Budinger        |
| 17.     | Hodges – Schubert       |
| 17.     | Schachter – Dearing     |
| 19.     | Nicolaidis – Carracher  |
| 19.     | Hörl – Horst            |
| 19.     | Bassereau – Lyneel      |
| 19.     | Krou – Gauthier-Rat     |
| 19.     | Ranghieri – Carambula   |
| 19.     | El Graoui / Abicha      |